# اعتلال كلوي منجلي
يرافق الاعتلال الكلوي المنجلي فقر الدم المنجلي، تحدث الأذية الكلوية نتيجة تمنجل الكريات الحمراء في الأوعية الدموية الصغيرة، يؤدي الوسط مرتفع التوتر وناقص الأكسجة للب الكلوي مع الجريان الدموي الضعيف داخل الأوعية المستقيمية في الكلية إلى حدوث الاحتشاء الموضعي (نخر الحليمات الكلوية). يؤدي نقص تروية النبيبات الكلوية إلى فقدان وظيفتها. تبدأ الإصابة الكلوية لدى صغار السن على شكل فرط تروية كلوية، وتضخم الكبيبيات، وزيادة الترشيح الكبيبي. يؤدي ذلك إلى اعتلال الكبيبات وحدوث البيلة البروتينية الكبيبة (لدى 30% من المرضى)، والمتلازمة الكلوية. تحمي مورثة التلاسيميا من تطور اعتلال الكلية وتترافق مع ضغط شرياني وسطي منخفض وبروتين أقل في البول. قد يلاحظ ارتفاع مستويات حمض البول أو النتروجين في الدم. يحدث القصور الكلوي المتقدم وارتفاع تركيز البولة الدموية لدى 10% من الحالات. يظهر التشريح المرضي اعتلال الكلية بالترشيح المفرط أو ما يسمى بتصلب الكبيبات الكلوية القطاعي البؤري. يؤدي فقر الدم إلى زيادة معدل الرشح الكبيبي في مرحلة الطفولة، وقد يكون سببًا لاعتلال الكبيبات الكلوية لدى البالغين. تؤدي الإصابة الإقفارية إلى خسارة الكليونات الكلوية، وحدوث تنترج الدم لدى هؤلاء المرضى.

## العلامات والأعراض
تعتبر البيلة الألبومينية الزهيدة علامة مبكرة للاعتلال الكلوي المنجلي، وتحدث لدى 30-60% من مرضى فقر الدم المنجلي. تتفاوت شدة البيلة الدموية بين المرضى وقد تكون مؤلمة أو غير مؤلمة. تحدث البيلة الدموية الصامتة (غير مؤلمة) بشكل أكثر شيوعًا لدى مرضى خلة المنجلي، وتنتج عن نوب احتشاء اللب الكلوي. تشفى البلية الدموية بشكل عفوي، وتتطلب إجراء المزيد من الفحوصات في حالات النزف الغزير والنزف المترافق مع ألم الخاصرة، وذلك لنفى بقية الأسباب المحتملة كالحصيات الكلوية، وسرطان النخاع الكلوي. 
يحدث نقص تركيز البول عندما تفقد الكليتان قدرتهما على تركيز البول. يؤدي انخفاض الجريان الدموي في الأوعية المستقيمة، وإصابة النبيبات الإقفارية، وتراكم الكريات المنجلية داخل الأوعية المستقيمة إلى ضعف امتصاص الماء الحر، وإنتاج البول المخفف. ترافق المشاكل النبيبية السابقة مرض السكري الكاذب الكلوي. يحدث مشاكل تركيز البول لدى مرضى السمة المنجلية، وتؤدي إلى أعراض مثل البوال والجفاف بسبب انخفاض امتصاص الماء.
يزداد خطر عدوى المسالك البولية بالجراثيم ذات المحفظة بسبب قصور الطحال، يحدث استئصال الطحال الذاتي لدى مرضى فقر الدم المنجلي نتيجة نوب الاحتشاء المتكررة. يزيد النخر الحليمي من خطر الإصابة بالتهاب المسالك البولية، ويجب معالجتها بشكل فوري. 
يزداد معدل الترشح الكبيبي في مرحلة الطفولة، ثم ينخفض تدريجيًا بعد ثلاثين عامًا. تتفاقم البيلة البروتينية بشكل تدريجي أيضًا، وقد تزداد بشكل مفاجئ لأسباب ثانوية مثل متلازمة الالتهاب الكلوي الحاد في سياق تصلب الكبب الكلوية القطاعي البؤري، أو داء التبدلات الطفيفة، أو التهاب كبيبات الكلى الغشائي التكاثري، أو التهاب الكبد سي. 
يحدث الحماض الأنبوبي الكلوي البعيد نتيجة نقص إطراح البوتاسيوم والهيدروجين ونقص إعادة امتصاص البيكربونات. تساهم هذه التغيرات في تطور الحماض الاستقلابي، وارتفاع بوتاسيوم الدم، وتؤدي إلى ارتفاع مستويات حمض البول في الدم وخاصة في حال ترافقها مع زيادة تركيب البيورينات في نقي العظم.

### المضاعفات
تشمل المضاعفات الكلوية لفقر الدم المنجلي حدوث الاحتشاءات القشرية، واستمرار وجود الدم في البول، والورم الدموي حول الكلى. أكد التصوير الشعاعي وجود الاحتشاءات الحليمية لدى 50% من مرضى خلة المنجلي، تزيد هذه الاحتشاءات من خطر العدوى الجرثومية في أنسجة الكلى المتندبة، وتؤدي إلى فقدان وظيفة النبيبات الكلوية. تشمل المضاعفات الأخرى القصور الكلوي المتقدم (الداء الكلوي بمراحله الأخيرة)، وسرطان اللب الكلوي، ومتلازمة الالتهاب الكلوي بسبب عدوى فيروس الورم الحليمي البشري المتزامنة.